# آلبرتو گالاتئو

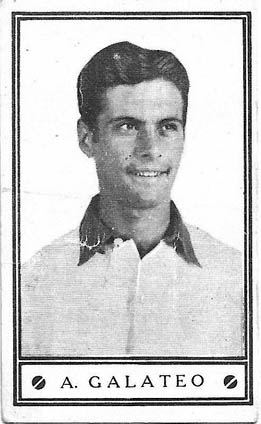
آلبرتو گالاتئو در سال ۱۹۳۴

آلبرتو گالاتئو (انگلیسی: Alberto Galateo؛ ۱۹۱۱ – ۱ ژوئیه ۱۹۶۱) یک بازیکن فوتبال اهل آرژانتین بود.
وی همچنین در تیم ملی فوتبال آرژانتین بازی کرده‌است.